# Єжовка (річка)
Єжовка (словац. Ježovka) — річка в Словаччині, права притока Малини, протікає в окрузі Малацки.
Довжина — 13.9 км.
Витікає з масиву  Борська низовина біля Загір'я на висоті 205 метрів. 
Впадає у Малину за селом Костоліште на висоті 147 метрів.